# タラ・クロス＝バトル
タラ・クロス＝バトル（Tara Cross-Battle, 1968年9月16日 - ）は、アメリカ合衆国の元女子バレーボール選手。元アメリカ代表。

## 来歴
テキサス州ヒューストン出身。目覚ましいバレーボール選手キャリアはカリフォルニア州立大学ロングビーチ校に入学した1986年に始まる。最高学年となった1989年には、NCAA女子バレーボール選手権で優勝を果たし、活躍の証として背番号14は永久欠番となった。同学の永久欠番としてはダニエル・スコット（2番）やミスティ・メイ（5番）らがいる。
卒業後の1990年にアメリカ合衆国代表入りし、同年8月に北京で開催された世界選手権に出場し銅メダルに輝いた。2年後の1992年には、バルセロナオリンピックでも銅メダルに輝いた。
1992年から1995年までの3シーズン、イタリアセリエAのアンコーナ（イタリア語版）でプレーした。この間、合衆国代表として、1995年のワールドグランプリで優勝に大きく貢献し、自らもMVP・ベストスコアラーに輝いた。
1996年にはブラジルに渡った。3シーズンLeites Nestle（英語版）でプレーし、'96/97シーズンはブラジルスーパーリーガで優勝を果たす。その後移籍したParanaでも優勝を果たした。
2001/02シーズンはイタリアに戻り、バレー・ベルガモでプレーした。同シーズン、ベルガモはリーグ初優勝を果たした。2002年の世界選手権では合衆国代表は決勝まで駒を進めたが、皮肉なことにイタリアに敗れ準優勝に終わった。
タラは永年の蓄積疲労から右膝を痛めていたが、2004年のアテネオリンピックでは主将としてチームを率いた。オリンピック終了後に現役引退を表明した。
2014年7月、バレーボール殿堂入りの栄に浴した。
現在は、地元ヒューストンでジュニアクラブチーム（Houston Juniors Volleyball Club）の監督を務めている。

## 球歴
- オリンピック - 1992年、1996年、2000年、2004年
- 世界選手権 - 1990年、1994年、2002年
- ワールドカップ - 1995年、2003年
- グラチャン - 2001年

## 受賞歴
- 1995年 - ワールドグランプリ MVP、ベストスコアラー[7]
- 2001年 - NORCECA選手権 MVP

## 所属クラブ
- カリフォルニア州立大学（1986-1989年）
- Stati Uniti d'America（1990-1992年）
- Pallavolo Ancona（1992-1995年）
- Stati Uniti d'America（1995-1996年）
- Leites Nestlé（1996-1999年）
- Rio de Janeiro Vôlei Clube（1999-2000年）
- Flamengo（2000-2001年）
- ベルガモ（2001-2002年）
- Reggio Emilia（2002-2003年）